# Nikolay Mihaylov (cyclisme)
Cet article concerne le coureur cycliste. Pour le footballeur, voir Nikolay Mihaylov (football).
Nikolay Mihaylov, né le 8 avril 1988 à Svilengrad, est un coureur cycliste bulgare.

## Biographie
Nikolay Mihaylov naît le 8 avril 1988 à Svilengrad.
Membre de Martigues SC en 2007 puis de 2009 à 2010, il court en 2011 pour l'AVC Aix-en-Provence.
Il devient professionnel en 2012 en entrant dans l'équipe continentale professionnelle polonaise CCC Polkowice, qui devient CCC Polsat Polkowice en février 2012 et CCC Sprandi Polkowice en 2015.
Il rejoint en 2018 l'équipe français Delko-Marseille Provence-KTM.

## Palmarès et classements mondiaux

### Palmarès sur route
- 2005[1]
  -  Champion des Balkans sur route juniors
  -  Médaillé d'argent du championnat des Balkans du contre-la-montre juniors
- 2006
  -  Champion des Balkans sur route juniors
  -  Champion des Balkans du contre-la-montre juniors
- 2007
  - Ronde vénitienne
  - 1re étape du Tour de Côte-d'Or
  - 2e du Tour de Côte-d'Or
- 2008
  - Tour de l'Ardèche méridionale :
    - Classement général
    - 1re et 2e (contre-la-montre) étapes

  - Ronde du Sidobre
  - 3e du Grand Prix du Cru Fleurie
- 2009
  - Ronde vénitienne
  - 3e des Boucles du Tarn
  - 3e du Tour du Tarn-et-Garonne
- 2010
  - Boucles du Tarn
  - Ronde du Sidobre
  - Tour de la CABA :
    - Classement général
    - 1re étape

  - Tour du Piémont pyrénéen
  - 3e du championnat de Bulgarie sur route
- 2011
  -  Champion de Bulgarie du contre-la-montre
  - 3e étape de la Boucle de l'Artois
  - 3e étape de l'An Post Rás
  - 3e étape du Tour de la Manche
  - 3e du championnat de Bulgarie sur route
- 2012
  -  Champion de Bulgarie du contre-la-montre
  - Classement général du Bałtyk-Karkonosze Tour
  - 3e du Dookoła Mazowsza
- 2013
  - 2e du Bałtyk-Karkonosze Tour
  - 3e du championnat de Bulgarie du contre-la-montre
- 2014
  -  Champion de Bulgarie sur route
  - 3ea étape du Sibiu Cycling Tour (contre-la-montre par équipes)
  - 1re étape du Dookoła Mazowsza (contre-la-montre par équipes)
- 2015
  -  Champion des Balkans sur route
  -  Champion de Bulgarie sur route
  -  Champion de Bulgarie du contre-la-montre
- 2016
  - Sibiu Cycling Tour :
    - Classement général
    - 2e étape

  - 2e du championnat de Bulgarie sur route
  - 3e du Bałtyk-Karkonosze Tour
- 2017
  -  Champion de Bulgarie sur route
  - 1reb étape de la Semaine internationale Coppi et Bartali (contre-la-montre par équipes)
- 2018
  -  Champion de Bulgarie sur route
  - 3e du Sharjah Tour

### Résultats sur les grands tours

#### Tour d'Italie
1 participation
- 2015 : 129e

### Classements mondiaux
| Année           | 2014 |
| --------------- | ---- |
| UCI Asia Tour   | 310e |
| UCI Europe Tour | 699e |